# Vazen van Canosa

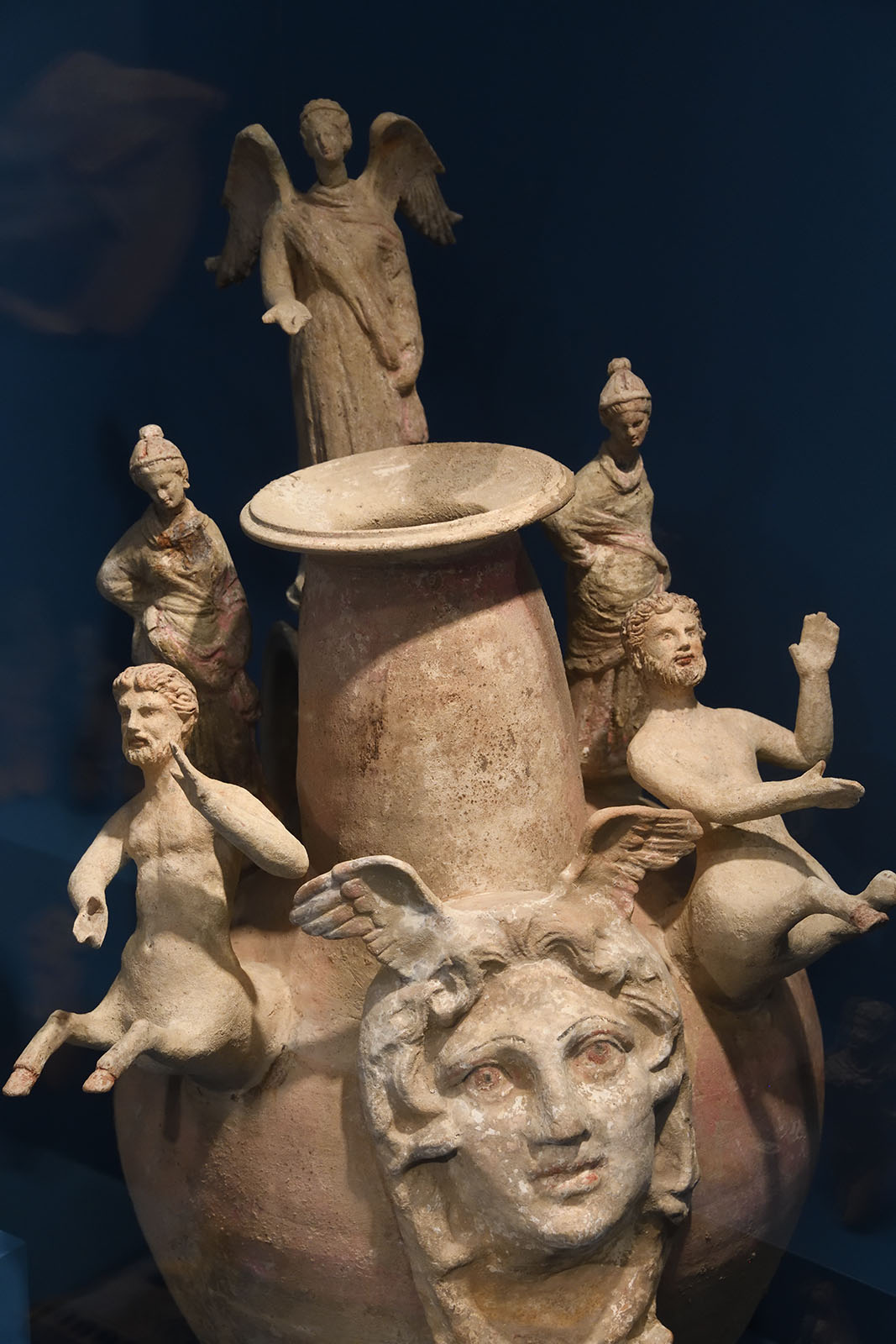
Vaas van Canosa in het Allard Pierson Museum

De vazen van Canosa zijn Oud-Grieks aardewerk uit de 4e eeuw v.Chr. De naam verwijst naar de vindplaats in Canosa di Puglia in de Zuid-Italiaanse regio Apulië. Ook in de buurt van Canosa, in Arpi (het huidige Foggia) en in Herdonia (het huidige Ordona) werden deze vazen gevonden. Ze dateren uit de Griekse cultuur in Zuid-Italië, wat een deel was van Groot-Griekenland.
Het gaat om aardewerk voor begrafenissen en de vindplaatsen zijn dan ook graven. De vazen van Canosa zijn beschilderd keramiek. Op een onderlaag van witte kleur voegden kunstenaars andere kleuren toe, zoals Zwitserse onderzoekers vastgesteld hebben. De vormen van de vazen zijn divers. Er zijn er grotere bij in de vorm van een amfoor. Ook kleinere vazen van het type askos werden aangetroffen. De vazen zijn versierd met godinnen en mythische figuren.